# Bathophilus
Bathophilus es un género de peces que pertenece a la familia Stomiidae. Habitan en las profundidades oceánicas del Pacífico, Atlántico e Índico.
Fue reconocida por primera vez en 1882 por Enrico Hillyer Giglioli.

## Especies
Especies reconocidas:
- Bathophilus abarbatus M. A. Barnett & Gibbs, 1968
- Bathophilus altipinnis Beebe, 1933
- Bathophilus ater (A. B. Brauer, 1902)
- Bathophilus brevis Regan & Trewavas, 1930
- Bathophilus cwyanorum Barnett & Gibbs, 1968
- Bathophilus digitatus (W. W. Welsh, 1923)
- Bathophilus filifer (Garman, 1899)
- Bathophilus flemingi Aron & McCrery, 1958
- Bathophilus indicus (A. B. Brauer, 1902)
- Bathophilus irregularis Norman, 1930
- Bathophilus kingi M. A. Barnett & Gibbs, 1968
- Bathophilus longipinnis (Pappenheim, 1914)
- Bathophilus nigerrimus Giglioli, 1882
- Bathophilus novicki Barnett & Gibbs, 1968
- Bathophilus pawneei A. E. Parr, 1927
- Bathophilus proximus Regan & Trewavas, 1930
- Bathophilus schizochirus Regan & Trewavas, 1930
- Bathophilus vaillanti (Zugmayer, 1911)